# Comercialización de alimentos

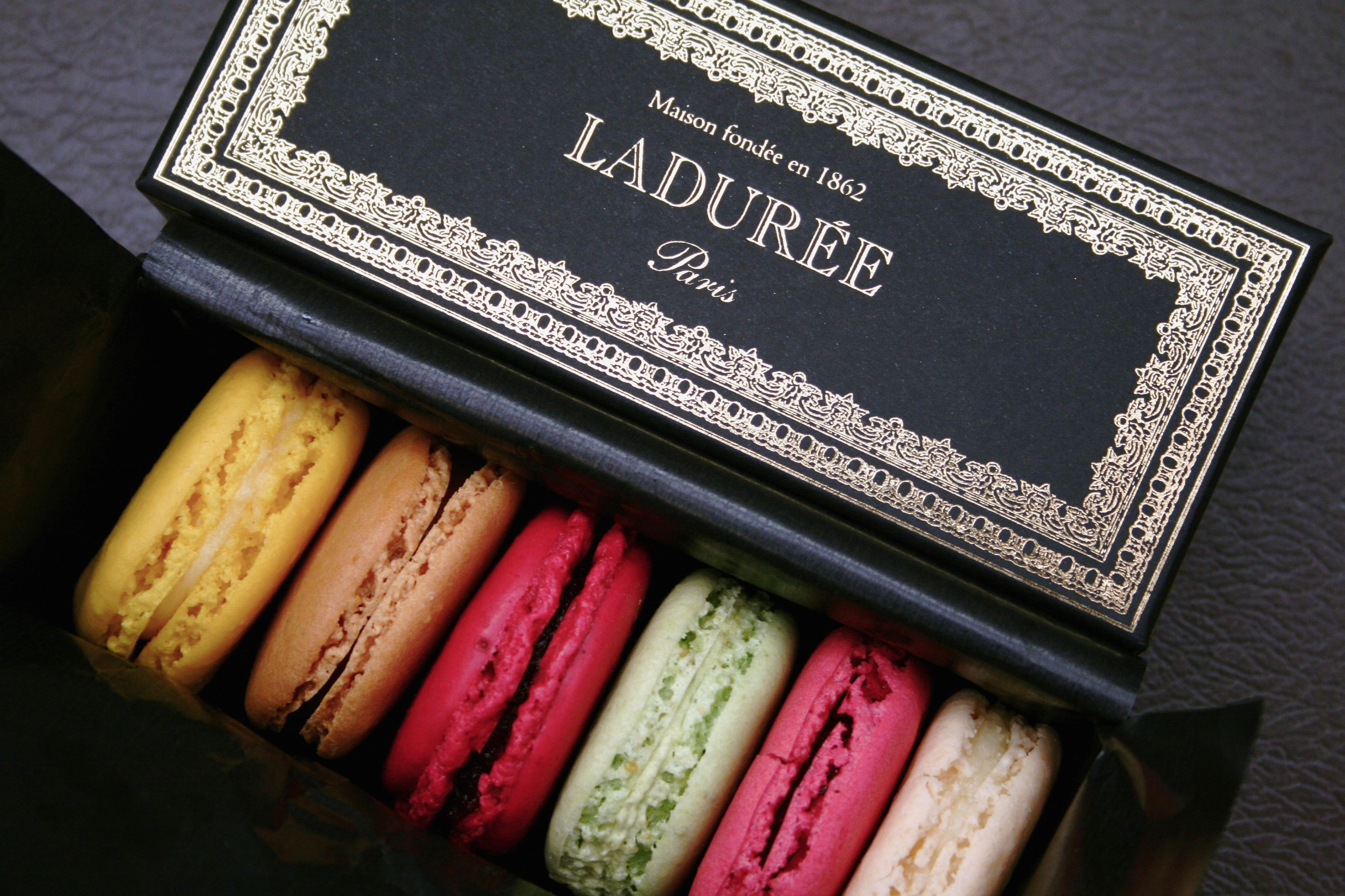
Ejemplo de empacado atractivo al consumidor

La comercialización de alimentos o marketing de alimentos une al productor de alimentos y al consumidor a través de una cadena de actividades de comercialización.

## Definición

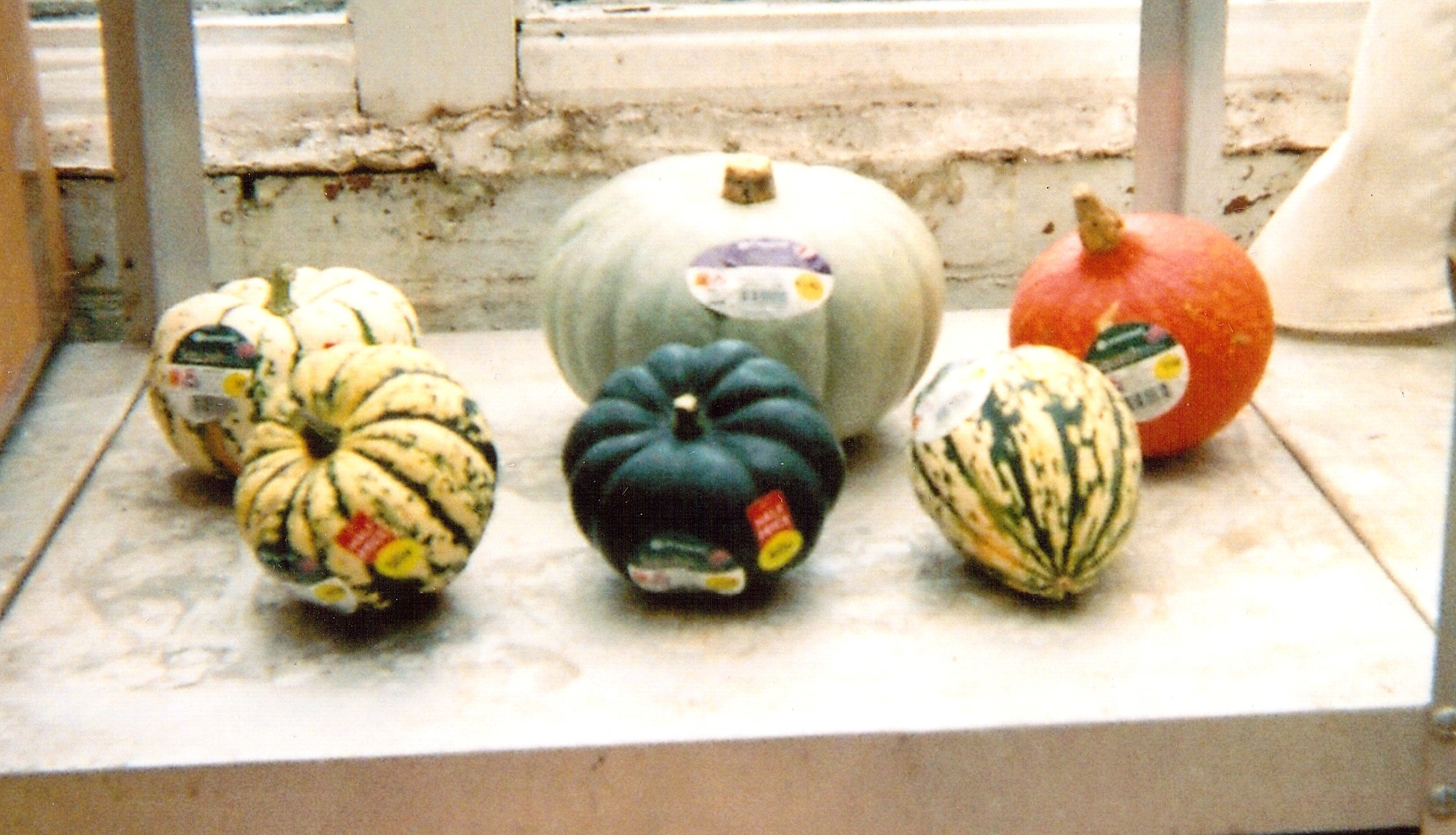
Calabazas y una calabaza compradas en el Reino Unido.

Se define el marketing de alimentos como una cadena de actividades de marketing que tiene lugar dentro del sistema alimentario entre una organización alimentaria y el consumidor. Esto tiene el potencial de ser un procedimiento complicado, ya que hay muchos procesos que se utilizan antes de la venta del producto alimenticio. Estos incluyen procesamiento de alimentos, venta al por mayor, venta al por menor, servicio de alimentos y transporte. Debido a estos muchos procesos, una multitud de organizaciones deben participar en la venta de un producto alimenticio. Por ejemplo, aproximadamente cincuenta y seis organizaciones participan en la elaboración de una lata de sopa de pollo con fideos. Estas organizaciones no solo incluyen a los procesadores que elaboran los ingredientes del producto, sino que también involucran a las empresas que fabrican las latas, imprimen las etiquetas y transportan el producto. Por lo tanto, a escala mundial, la industria de la comercialización de alimentos es uno de los mayores empleadores directos e indirectos.
El marketing de alimentos también puede considerarse como el acto de comunicarse con el consumidor a través de una variedad de técnicas de marketing para agregar valor a un producto alimenticio y persuadir al consumidor de que compre. Esto incluye todas las actividades que ocurren entre la finalización de un producto y el proceso de compra de los consumidores. Los sistemas de comercialización de alimentos difieren en todo el mundo debido al nivel de desarrollo en el país en particular, económica y tecnológicamente. Comprender e interpretar las técnicas de comercialización de alimentos de un país en particular también requiere tener en cuenta el entorno socioeconómico, cultural, jurídico-político y tecnológico de ese país.

## Historia
Hay tres fases históricas de la comercialización de alimentos: la fase de fragmentación (antes de 1870-1880), la fase de unificación (1880-1950) y la fase de segmentación (1950 y posteriores).

### Estados Unidos

#### Fase de fragmentación (anterior a 1870-1880)
En la fase de fragmentación, Estados Unidos se dividió en numerosos fragmentos geográficos porque el transporte de alimentos era caro, dejando la mayor parte de la producción, distribución y venta local.

#### Fase de unificación (1880-1950)
En la fase de unificación, la distribución fue posible gracias a los ferrocarriles, la coordinación de las fuerzas de ventas fue posible gracias al telégrafo y el teléfono, y la consistencia del producto fue posible gracias a los avances en la fabricación. Este nuevo sistema de distribución fue liderado por procesadores de carne como Armour y Swift en ciudades del medio oeste y por empresas como Heinz, Quaker Oats, Campbell Soup y Coca-Cola, que vendían sus marcas a nivel nacional. La publicidad en los medios impresos y el marketing directo a través de demostraciones en tiendas y lugares públicos se encuentran entre las principales herramientas de marketing. La campaña inicial de Crisco, en 1911, fue un ejemplo.

#### Fase de segmentación (1950 hasta la actualidad)
En la fase de segmentación (1950 y posteriores), la publicidad en radio, televisión e Internet hizo posible que una gama más amplia de productos competidores se centrara en diferentes beneficios e imágenes y, por lo tanto, atrajera a diferentes mercados demográficos y psicográficos. La distribución a través del nuevo sistema vial nacional fortaleció las marcas nacionales.

## Marketing-mix
Los cuatro componentes del marketing de alimentos a menudo se denominan las "cuatro P" del marketing mix porque se relacionan con el producto, el precio, la promoción y el lugar. Una de las razones por las que los fabricantes de alimentos reciben el mayor porcentaje del dólar de alimentos al por menor es que brindan el servicio de valor agregado más diferenciador. El dinero que los fabricantes invierten en desarrollar, fijar precios, promover y colocar sus productos ayuda a diferenciar un producto alimenticio sobre la base de la calidad y el reconocimiento de la marca. En general, la combinación de marketing puede agregar valor al producto de una organización alimentaria.

### Producto
Al decidir qué tipo de nuevos productos alimenticios preferiría un consumidor, un fabricante puede intentar desarrollar un nuevo producto alimenticio o intentar modificar o ampliar un alimento existente. Por ejemplo, una bebida de yogur dulce y aromatizada sería un producto nuevo, pero la leche con un nuevo sabor (como chocolate con fresa) sería una extensión de un producto existente. Hay tres pasos tanto para el desarrollo como para la extensión: generar ideas, filtrar las ideas para que sean factibles y probar las ideas para que sean atractivas. Solo después de estos pasos, un producto alimenticio llegará al mercado nacional. De cien nuevas ideas de productos alimenticios que se consideran, solo seis llegan a los estantes de un supermercado.
La industria alimentaria se enfrenta a numerosas decisiones de marketing. Se puede invertir dinero en la construcción de marca (a través de publicidad y otras formas de promoción) para aumentar la cantidad demandada o el precio que los consumidores están dispuestos a pagar por un producto. Los fabricantes pueden aprovechar sus marcas existentes desarrollando nuevas líneas de productos. Algunas extensiones de marca pueden implicar un riesgo de dañar la marca original si la calidad no es lo suficientemente buena. Coca-Cola, por ejemplo, se negó a aplicar su nombre a una bebida dietética cuando los edulcorantes artificiales tenían un sabor significativamente menos atractivo, creó Tab Cola, pero solo cuando se aprobó el uso del aspartame (NutraSweet) en refrescos, salió con una Diet Coke.
El consumidor, para ser leal a la marca, debe poder resistir activamente los esfuerzos promocionales de los competidores. Un consumidor fiel a la marca seguirá comprando la marca preferida, incluso si se mejora un producto de la competencia, ofrece una promoción de precio o una prima, o recibe un espacio de exhibición preferido. Algunos consumidores tienen lealtad multimarca. El consumidor puede alternar por variedad o puede, como regla general, comprar cualquiera de las marcas preferidas que estén en oferta. Este consumidor, sin embargo, no cambiaría a otras marcas en oferta. Algunos consumidores no cambiarán por un descuento moderado, sino que cambiarán por uno grande u ocasionalmente comprarán otra marca por conveniencia o variedad.
El producto del marketing-mix se refiere a los bienes y/o servicios que la organización ofrecerá al consumidor. Una organización puede lograr esto, ya sea creando un nuevo producto alimenticio o modificando o mejorando un producto alimenticio existente. Por ejemplo, una bebida de yogur de almendras orgánico se consideraría un producto nuevo, mientras que una bebida de leche con sabor a chocolate sería una extensión de un producto existente. Los tres pasos para desarrollar y extender un producto alimenticio incluyen generar ideas, analizar las ideas para su viabilidad y probar las ideas para la demanda. Una vez que estos pasos se han completado con éxito, el producto alimenticio se puede fabricar para el mercado de alimentos.

### Precio
Al fijar un precio rentable para los alimentos, el fabricante debe tener en cuenta que el minorista agrega aproximadamente el 50 por ciento al precio de un producto al por mayor. Por ejemplo, un alimento congelado vendido en una tienda minorista por $ 4.50 genera un ingreso de $ 3.00 para el fabricante. Este dinero tiene que pagar el costo de producción, empaque, envío, almacenamiento y venta del producto.
El precio engloba la cantidad de dinero que paga el consumidor para comprar el producto alimenticio. Al fijar el precio de los productos alimenticios, el fabricante debe tener en cuenta que el minorista agregará un porcentaje particular al precio del producto mayorista. Esta cantidad porcentual difiere a nivel mundial. El porcentaje se utiliza para pagar el costo de producción, empaque, envío, almacenamiento y venta del producto alimenticio. Por ejemplo, la compra de un producto alimenticio en un supermercado que se vende por $ 3.50 genera un ingreso de $ 2.20 para el fabricante.

### Promoción
La promoción de un alimento entre los consumidores se realiza fuera de la tienda, en la tienda y en el paquete. Los anuncios en televisión y revistas son intentos de persuadir a los consumidores para que piensen favorablemente sobre un producto, de modo que vayan a la tienda a comprar el producto. Además de la publicidad, las promociones también pueden incluir anuncios en los periódicos dominicales que ofrecen cupones como ofertas de centavos de descuento y ofertas de compre uno y llévese otro gratis.
La promoción del marketing mix se define como las acciones utilizadas para comunicar las características y beneficios de un producto alimenticio; por lo tanto, persuadir al consumidor para que compre el producto. Existen múltiples vías utilizadas para promover un producto alimenticio entre los consumidores. Algunos ejemplos están fuera de la tienda, en la tienda y en el empaque. Los anuncios de alimentos en la televisión se utilizan para atraer al consumidor, persuadiéndolo de que vaya a la tienda y compre ese producto alimenticio. Además, las promociones en revistas y periódicos pueden ofrecer cupones para productos alimenticios.
En la década de 1950, la empresaria Frieda Rapoport Caplan revolucionó la industria de los productos frescos al introducir el empaque y el etiquetado de frutas y verduras frescas.

### Ubicación
La ubicación se refiere a los esfuerzos de distribución y almacenamiento necesarios para trasladar un alimento del fabricante a un lugar donde el consumidor pueda comprarlo. También puede referirse a la colocación del producto en un punto de venta minorista (por ejemplo, el final de un pasillo; el estante superior, inferior o medio; en una vitrina especial, etc.)

## Segmentación
Para comercializar sus productos alimenticios, una organización debe comprender primero si su producto satisfará las necesidades del consumidor mejor que la competencia. Para lograr esto, una organización debe comprender los cuatro tipos de segmentación.

### Geográfico
Una organización debe entender hacia dónde comercializa sus productos alimenticios en un sentido geográfico, porque ayuda a comprender qué productos alimenticios satisfarán las necesidades de una cultura de consumo particular.

### Demográfico
Para determinar el segmento demográfico al que se dirigirá el marketing debe tenerse en cuenta la edad, el género, la educación, la clase social, los ingresos, la religión y la etnia del consumidor.

### Psicográfico
Dentro de la psicografía del consumidor se debe considerar factores como estilo de vida, personalidades, opiniones, actividades e intereses de sus consumidores potenciales.

### Comportamiento
Debe entenderse el comportamiento del cliente frente a la información, como los beneficios buscados, la frecuencia de compra de alimentos, la actitud hacia el producto alimenticio y el conocimiento nutricional del producto.

## Crítica
En los últimos años, la comercialización de alimentos ha sido criticada por los profesionales por ser un factor importante que contribuye a la obesidad infantil. Se ha sugerido que la comercialización de alimentos se dirige deliberadamente a los niños que son fácilmente influenciables a una edad tan temprana para que coman bebidas con alto contenido de azúcar y alimentos con pocos beneficios nutricionales.
La colocación de productos en películas y programas de televisión para niños les da a los vendedores de alimentos más poder para familiarizar a los niños con su marca y para interactuar directamente con este segmento del mercado.  Los niños son un segmento de mercado en rápida expansión, en primer lugar porque ejercen influencia sobre las compras de sus padres, pero también porque ellos mismos son futuros consumidores.

### Obesidad infantil
Se ha demostrado que en los últimos años, a medida que los niños y adolescentes se han vuelto más expuestos a los avances tecnológicos, se han vuelto más susceptibles a los mensajes comerciales de marketing de alimentos. Las organizaciones logran esto a través de tácticas de marketing directas e indirectas en anuncios de televisión, juegos, redes sociales y envases de alimentos. Estas tácticas tienen un efecto explícito en los patrones de consumo de los niños, la salud relacionada con la dieta, el conocimiento nutricional, el comportamiento y las preferencias de compra.
Se ha propuesto que a través de la implementación de estrategias restricción sobre la publicidad y comercialización de productos poco saludables, los gobiernos pueden contribuir a disminuir los índices de obesidad infantil.

### Información nutricional engañosa
Con el fin de persuadir a los consumidores para que compren productos alimenticios, las organizaciones pueden presentar información nutricional engañosa en sus productos alimenticios. Palabras como "menos azúcar", "sin grasa" y "totalmente natural" llevan a los consumidores a creer que los alimentos que consumen son saludables. Aunque existan agencias gubernamentales que brindan información a los consumidores sobre el total de calorías, el tamaño de la porción, etc., las afirmaciones siguen siendo engañosas y necesitan una mirada más profunda por parte de los compradores para evitar ser engañados.

## Decisiones de compra
El marketing de alimentos no solo implica la comercialización de productos para los consumidores, sino también las razones por las que los consumidores compran estos artículos y los factores que influyen en dichas elecciones. La demografía, los valores y actitudes, los incentivos y la disposición a pagar por el precio son elementos que impulsan la selección del comprador en la comercialización de alimentos.
En primer lugar, los especialistas en marketing de alimentos deben ser conscientes de que las actitudes y los valores de su mercado objetivo juegan un papel importante en lo que eligen comprar. Por ejemplo, en términos del mercado de marcas ecológicas, los consumidores primero serán conscientes del medio ambiente y, por lo tanto, tendrán la intención de comprar dichos productos.
Debido a que el conocimiento de una persona sobre la información puede hacer que tome decisiones más informadas o menos informadas sobre los productos, muestra que el conocimiento es un factor importante en las elecciones de compra del consumidor.
La demografía juega un papel importante en la determinación de los antecedentes de los consumidores y cómo opera la comercialización de alimentos. Por ejemplo, la edad permite que una marca comercialice sus alimentos hacia ciertos grupos de edad de acuerdo con sus deseos. La educación también entra en juego porque a menudo la educación se asocia con personas que compran mejores alimentos. Ingresos por igual ve si las personas tienen más ingresos disponibles para gastar en buenos productos. Además, el género permite a los comercializadores de alimentos dirigirse a las mujeres, quienes suelen estar a cargo de la mayoría de las compras de alimentos en familias. La señalización transmite mucho sobre una marca, por ejemplo, qué tipo de comida venden, los ingredientes, dónde se hizo y el costo de los productos.
Varios estudios han demostrado que los consumidores están dispuestos a gastar más en un artículo si es respetuoso con el medio ambiente y los presenta como un comportamiento sostenible en la sociedad. Además, se ha explorado que los consumidores, por ejemplo, pagarán sustancialmente más (casi el 50 %) por productos alimenticios que se dice que se cultivan localmente en lugar de cultivarse en el país en general o importarse.

## Comercialización de alimentos a través de patrocinios
El gasto corporativo en patrocinio en todo el mundo creció un 5,1 % en 2015, alcanzando los 57 500 millones de dólares, y los mayores gastadores en patrocinios fueron los gigantes de alimentos y bebidas PepsiCo y Coca-Cola, con un gasto de 350 millones de dólares y 290 millones de dólares, respectivamente. Los eventos deportivos profesionales son objetivos principales para las empresas de alimentos cuando utilizan el patrocinio como una forma de comunicación de marketing. También se ha observado que las marcas mundiales de alimentos aumentan su esfuerzo de marketing a través del patrocinio de eventos deportivos de aficionados. Las empresas de alimentos también invierte en atletas individuales a cambio de acceder a su potencial comercial explotable.

### Ética de las estrategias de patrocinio
La ética se ocupa de los principios morales detrás de la operación del marketing. El principal problema ético relacionado con el patrocinio que se utiliza como una forma de comunicación de marketing por parte de las empresas de alimentos es el patrocinio del deporte por parte de empresas de alimentos y bebidas percibidas como poco saludables. Aunque diferentes en muchos aspectos, se han establecido similitudes entre las prácticas de marketing de las empresas tabacaleras y la industria alimentaria. Los patrocinios de deportes por parte de empresas de alimentos o bebidas que se perciben como poco saludables plantean una gran preocupación para la salud, y a menudo se citan como un factor que contribuye a una dieta rica en energía y pobre en nutrientes.
Otras preocupaciones éticas sobre el uso del patrocinio  incluyen la focalización específica en los jóvenes, el patrocinio de las marcas de bebidas alcohólicas y los conceptos erróneos creados a través del patrocinio de las marcas de bebidas energéticas como Red Bull.

## A través de las redes sociales y sus influencias
Las plataformas de redes sociales son una forma efectiva para que los vendedores de alimentos ingresen o atraigan un mercado. Estos permiten cargar y compartir contenido como información, imágenes, opiniones y recomendaciones. Las empresas de alimentos utilizan técnicas de marketing únicas diseñadas para conectarse con el consumidor, como realizar concursos, realizar obsequios y crear juegos y aplicaciones interactivos. Los beneficios de estas técnicas son distintivos, ya que interactúan con el consumidor en un nivel que otras plataformas no son capaces. Estudios han demostrado que los adolescentes comparten imágenes de alimentos y que muchas de ellas contienen detalles relacionados con la marca, como logotipos.

## Catálogos de supermercados, colocación de productos y su implicación
Un estudio de catálogos de supermercados distribuidos globalmente también ha arrojado información que respalda la afirmación de que la publicidad de alimentos está contribuyendo al aumento de los niveles de obesidad global, especialmente en países donde la publicidad es más prominente, consistente y persuasiva.
La colocación de productos es otra técnica de marketing de alimentos que atrae al consumidor y lo alienta a comprar. Las máquinas expendedoras y los puestos de muestra emergentes son ejemplos modelo de técnicas de colocación de productos utilizadas por los comercializadores de alimentos. Las máquinas expendedoras brindan comodidad al consumidor, ya que generalmente están ubicadas en áreas que no tienen opciones de alimentos más grandes cerca, como campus universitarios y gimnasios. Los consumidores que usan máquinas expendedoras generalmente pagarán un precio ligeramente más alto por el artículo y, por lo general, no se preocuparán, porque la diferencia de precio representa la comodidad que se les brinda.

## Problemas
No existen leyes o legislación de comercialización de alimentos establecidas a nivel mundial, por lo tanto, los países tienen la opción de adoptar su propia legislación con respecto a los estándares de comercialización de alimentos. Estos estándares generalmente se basan en los valores, la cultura y la ética del país. Muchos países en todo el mundo han creado leyes para limitar la comercialización de alimentos dirigida a los niños con el objetivo de reducir los crecientes niveles de obesidad, dado el aumento de la comercialización y publicidad de alimentos.
Tras un llamado de la Organización Mundial de la Salud en 2006, muchos países adoptaron la modificación de las leyes y la legislación sobre marketing para proteger a los niños de los anuncios persuasivos dirigidos directamente a ellos.
Un ejemplo de cláusulas en la legislación incluye la prohibición del uso de ciertas técnicas de marketing, como el uso de personajes de dibujos animados, que pueden  llamar su atención.
Estudios han concluido que los niños pueden reconocer e imaginar mentalmente logotipos de marcas incluso a los seis meses de edad, y solicitarán marcas verbalmente a la edad de 3 años.